# Kanton Toulouse-3
Toulouse-3 is een kanton van het Franse departement Haute-Garonne. Het kanton maakt deel uit van het arrondissement Toulouse.
Het kanton omvat uitsluitend een deel van de gemeente Toulouse.
Het kanton omvatte tot 2014 de volgende delen van de stad Toulouse:
- Arènes
- Barrière de Bayonne et de Lombez
- Bourrasol
- Casselardit
- Fer à Cheval
- Fontaines
- Fontaine Lestang
- Patte d'Oie
- Rapas
- Roguet
- Saint-Cyprien

Bij de herindeling van de kantons door het decreet van februari 2014, met uitwerking op 22 maart 2015, werden de grenzen van de kantons binnen de gemeente gewijzigd. 